# Аеродром Анкара
Аеродром Анкара-Есенбога (тур. Ankara Esenboğa Havalimanı) је међународни аеродром главног града Турске, Анкаре, смештен 28 km североисточно од града.
Аеродром у Анкари је пети по промету у Турској - 2021. године кроз њега је прошло преко 6 милиона путника. Уједно то је и најпрометнији аеродром у држави који није у граду на мору. 
На аеродрому је авио-чвориште за два авиопревозника: „АнадолуЏет” и „Пегасус ерлајнс”. 

## Авио-компаније и дестинације
Следеће авио-компаније обављају редовне заказане и чартер летове на аеродрому Анкара-Есенбога:
| Airlines               | Destinations |
| ---------------------- | --- |
| Air Albania            | Seasonal: Tirana |
| Air Serbia             | Seasonal: Belgrade |
| AJet                   | Adana/Mersin, Adıyaman, Ağrı, Almaty, Amman–Queen Alia, Amsterdam, Antalya, Astana, Baghdad, Baku, Batman, Beirut, Belgrade, Berlin, Bingöl, Bishkek, Bodrum, Bursa, Cairo (begins 1 June 2025), Çanakkale, Dalaman, Damascus, Diyarbakır, Dubai–International, Düsseldorf, Edremit, Elazığ, Ercan, Erzincan, Erzurum, Frankfurt, Gaziantep, Gazipaşa/Alanya, Hakkari, Hatay, Iğdır, Istanbul–Sabiha Gökçen, İzmir, Jeddah, Kahramanmaraş, Kars, London–Stansted, Malatya, Mardin, Medina, Moscow–Vnukovo, Muş, Ordu/Giresun, Paris–Charles de Gaulle, Rize/Artvin, Samsun, Şanlıurfa, Siirt, Şırnak, Tashkent, Tehran–Imam Khomeini, Tokat, Trabzon, Van, Vienna Seasonal: Brussels, Cologne/Bonn, Geneva, Hamburg, Munich, Stockholm–Arlanda, Stuttgart |
| Ariana Afghan Airlines | Kabul |
| Azerbaijan Airlines    | Baku |
| Caspian Airlines       | Tehran–Imam Khomeini |
| Corendon Airlines      | Seasonal: Cologne/Bonn, Düsseldorf, Nuremberg |
| FlyArystan             | Astana |
| Fly Baghdad            | Baghdad, Erbil |
| Flydubai               | Dubai–International |
| Fly Kıbrıs Airlines    | Ercan |
| Iraqi Airways          | Baghdad, Erbil, Kirkuk |
| Kam Air                | Kabul |
| Mahan Air              | Tehran–Imam Khomeini |
| Pegasus Airlines       | Almaty, Amman–Queen Alia, Antalya, Baku (begins 17 June 2025), Bodrum, Bucharest–Otopeni, Cologne/Bonn, Çorlu, Dubai–International, Düsseldorf, Erbil, Ercan, Frankfurt, Hamburg, Istanbul–Sabiha Gökçen, İzmir, Jeddah, Kraków, London–Stansted, Medina, Sharjah, Stockholm–Arlanda, Stuttgart, Tbilisi, Tehran–Imam Khomeini, Vienna, Warsaw–Chopin Seasonal: Basel/Mulhouse (begins 11 June 2025), Berlin, Copenhagen, Lisbon, Moscow–Domodedovo |
| Qatar Airways          | Doha |
| Qeshm Air              | Tehran–Imam Khomeini |
| Saudia                 | Jeddah, Medina |
| Sepehran Airlines      | Tehran–Imam Khomeini |
| SunExpress             | Düsseldorf, Frankfurt, Hannover, Munich Seasonal: Amsterdam, Berlin, Brussels, Cologne/Bonn, Copenhagen, Hamburg, Stockholm–Arlanda, Stuttgart, Tbilisi, Vienna, Zürich |
| Transavia              | Paris–Orly |
| Turkish Airlines       | Istanbul |
| UR Airlines            | Baghdad |
| Uzbekistan Airways     | Tashkent |